# Groß Kiesow
Groß Kiesow ist eine Gemeinde im Landkreis Vorpommern-Greifswald. Die Gemeinde wird vom Amt Züssow mit Sitz in Züssow verwaltet. Die Gemeinde liegt südlich der Stadt Greifswald und ist die flächenmäßig größte Gemeinde im Amt. Sie hat 1.350 Einwohner (Stand: 31. Dezember 2015).

## Geografie

### Geografische Lage
Groß Kiesow liegt rund 15 Kilometer südöstlich von Greifswald und neun Kilometer nordwestlich von Züssow. Der Norden der Gemeinde ist bewaldet, der Süden ist eine relativ ebene Landwirtschaftsfläche. Diese Fläche liegt aber mit 40 bis 47 Meter über NHN wesentlich über den Höhen der umliegenden Gemeinden. Dies ist ein eiszeitlicher Höhenzug innerhalb der pommerschen Staffel. Außer einigen kleinen Teichen und mehreren Söllen, gibt es keine größeren Fließ- und Standgewässer. Der Übergang zum nördlichen Forst weist moorige Wiesen mit Entwässerungsgräben auf.

### Gemeindegliederung
| Ortsteile - Dambeck - Groß Kiesow - Groß Kiesow-Meierei - Kessin - Klein Kiesow | - Krebsow - Sanz (Hof I, III, IV, V, VI, VII, Försterei) - Schlagtow - Schlagtow-Meierei - Strellin | Wüstungen und Wohnplätze - Klein Kiesow-Kolonie |

## Geschichte

### Dambeck
Die erste Beurkundung von Dambeck ist aus dem Jahre 1219, in der der Pommernherzog Bogislaw II. dem Kloster Grobe das in ‚Ckozkoviensi provincia‘ gelegene Dorf ‚Bambic‘ schenkt. Die Gleichsetzung von Dambeck mit Bambic ist unter Historikern nicht unumstritten, einige nehmen eine anfängliche Verschreibung D – B an, die sich dann fortsetzt, andere bestreiten das, können aber ein Bambic auch nicht anders zuordnen. Besiedelt wurde Dambeck aber schon reichlich früher, aus dem Neolithikum stammt das Großsteingrab „Klünderstein“, das aber um 1928 zerstört wurde. Seine großen Steine wurden 1928 für das Christianisierungsdenkmal an der Kirche in Gützkow verbaut. Auch ein Hügelgrab aus der Bronzezeit wurde in den 1920er Jahren amateurhaft ausgegraben, dort fand man gut erhaltene Urnen. Westlich und südwestlich vom Gut sind mehrere slawische Siedlungen nachgewiesen, die auf eine ausgedehnte Besiedlung hinweisen.
Mit dem richtigen Namen wurde der Ort erstmals 1462 mit tho Dambeke urkundlich genannt, in der heutigen Schreibweise 1681. Der Name bezeugt die slawische Herkunft, dob, gesprochen damb, bedeutet Eiche.

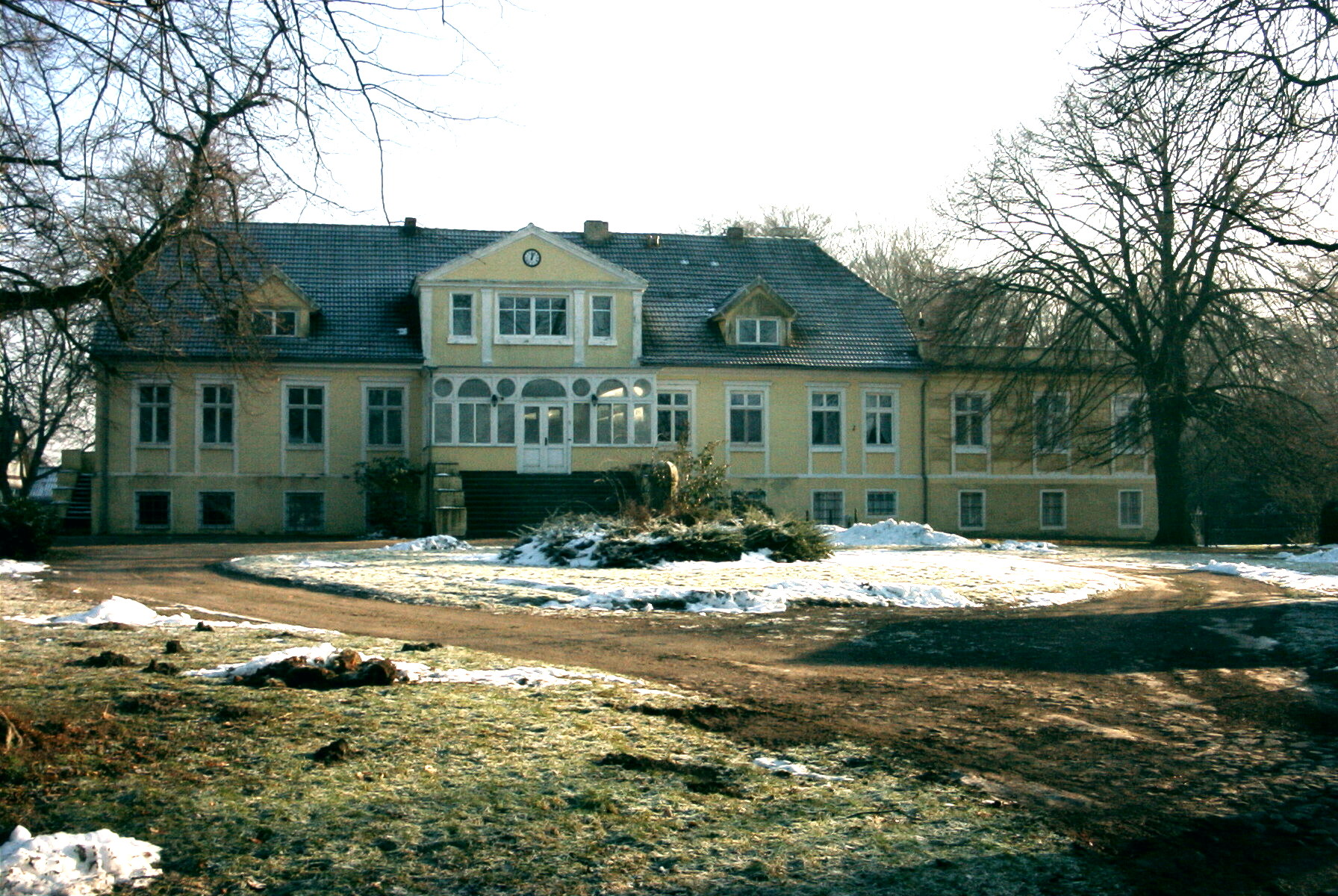
Gutshaus Dambeck

Als erste Lehnsträger erschienen die Owstine, in deren von Herzog Bogislaw X. 1485 ausgefertigtem Lehnbrief unter den 14 Gütern, mit denen das Geschlecht belehnt ist, auch Dambeck steht. Rüdiger von O. und als dessen Erbe Christian Gustav von Owstin erhielten von der Schwedischen Krone die Belehnungsbestätigung der Owstinschen Gütern mit Dambeck bis 1675. Die Erben mussten das Gut, das seit dem Dreißigjährigen Krieg mit schweren Schulden belastet war, 1731 verpfänden. Pfandnehmer war die Familie Kruse. 1768 erwarb Gert Felix von Buggenhagen das Gut für 22.000 Thaler Pomm. Courant. Gutsnachfolger wurde Bernhard Friedrich Ernst von Buggenhagen, der 1764 in Dambeck geboren wurde und seinen Geburtsort als Hauptgut betrachte, noch vor dem alten Stammsitz Buggenhagen mit Klotzow und Wangelkow. Buggenhagen starb 1823 in Dambeck und vererbte seinem gleichnamigen Sohn aus erster Ehe Bernhard Felix Karl von Buggenhagen (1788–1844) die Güter Buggenhagen und Dambeck mit Pamitz sowie Willerswalde. Liiert war er mit Friederike Schlüter.
1865 zählte Dambeck 136 Einwohner, an Gebäuden waren vorhanden: 1 Schule, 10 Wohnhäuser, 1 Mühle, 15 Wirtschaftsgebäude.
Besitzer auf Dambeck war 1865 im Minorat der dritte Sohn Deg(e)ner Bernhard Leonhard Ludwig von Buggenhagen (1817–1886), Königlich Preußischer Kammerherr, Rechtsritter des Johanniterordens, seit 1856 Mitglied des Landes-Ökonomie-Collegii in Berlin und Vorsteher des landwirtschaftlichen Vereins Greifswalds. Er ließ am Herrenhaus eine Veranda und einen Anbau errichten. Buggenhagen-Dambeck verbesserte die landwirtschaftlichen Produktionsbedingungen, in dem er den Boden mergeln ließ und sich um die Folgen der Melioration kümmerte. Herr von Buggenhagen-Dambeck war verheiratet mit Emma von Luck und Witten. Am Gutspark befand sich etwa zu jener Zeit ein Gehege mit einem Bestand an Damwild. 1905 wird noch der Sohn der Vorgenannten Degen Paschen von Buggenhagen II. (1848–1910) als Besitzer angegeben. Er verpachtete das Gut an August Mau. Die Schwester des Gutsherrn, Mathilde von Buggenhagen (1841–1933), heiratete 1858 Felix Graf von Behr-Bandelin (1834–1894). So kam Gut Dambeck an die Familie von Behr. 1914, 1922 und 1928 wurde der kaiserliche Legationsrat a. D., preußischer Kammerjunker und Johanniterritter Hugold von Behr-Bandelin (1866–1943) als Besitzer auf Gut Dambeck verzeichnet. Er war der jüngste Sohn des Grafenpaares und verpachtete das 644 ha Gut nach dem Pommerschen Güter-Adressbuch zunächst weiter an A(ugust) Mau, dann an Hermann Mau. Dieser erwarb das Gut 1930 dann käuflich und betreute 1939 neben seinem 583 ha Besitz in der Region noch weitere Güter als Administrator. Nach Kriegsende wurde er enteignet.
1945 wurde Dambeck im Zuge der Bodenreform aufgesiedelt. Schon 1952 hatte sich eine LPG Typ I mit einigen Mitgliedern gebildet mit Namen „Goldene Ähre“. Die letzten Bauern schlossen sich dann 1960 an. Für die Großraumwirtschaft wurden die umliegenden Dörfer später in die LPG (P) Züssow und die LPG (T) Dambeck integriert. Im Gutshaus befand sich das LPG-Büro und ein Kindergarten. Dambeck wurde am 1. Juli 1950 eingemeindet.
Nach 1990 erwarb ein Nachfahre von Hermann Mau das Gut einschließlich Gutshaus zurück. Das Gut und das Herrenhaus wurden saniert.
Dambeck hatte am 31. Dezember 2014 genannt 126 Einwohner mit Hauptwohnung und 10 mit Nebenwohnung und am 31. Dezember 2015 122 Einwohner mit Hauptwohnung und 8 mit Nebenwohnung.

### Groß Kiesow mit Meierei

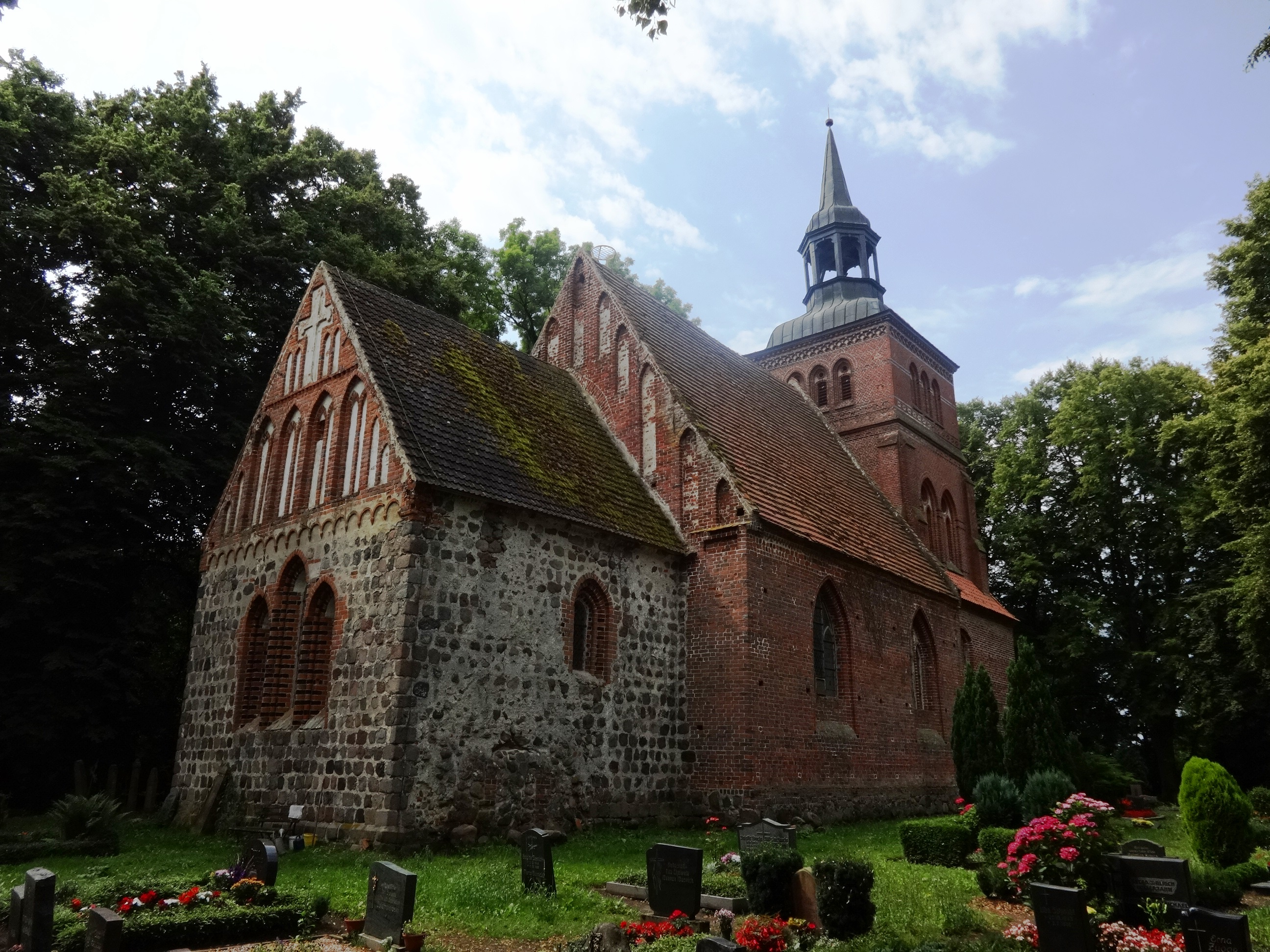
St.-Laurentius-Kirche Groß Kiesow

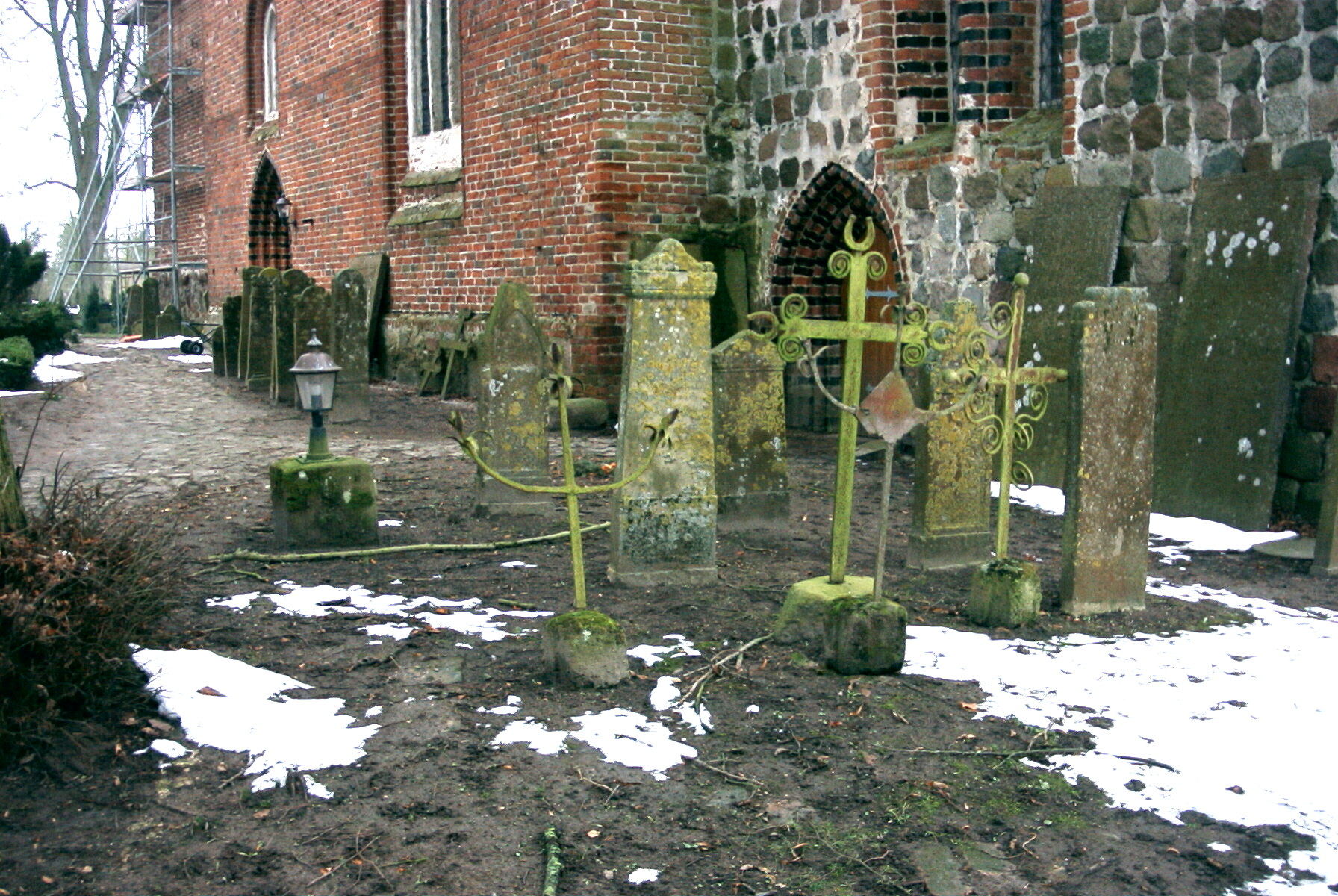
Alte Grabmale an der Kirche

Groß Kiesow wurde 1248 in der Grenzbeschreibung des Klosters Hilda (Eldena) urkundlich als Skysogh genannt (Berghaus). Der Ortsname geht auf den slawischen Wortstamm für die Verben „gären“, „faulen“, „sauer werden“ zurück. Der Boden im Siedelland war also feucht und sauer. Eine andere Erstnennung verzeichnet Niemeyer aus dem PUB mit 1284, aber ebenfalls mit dem Namen Skysogh (möglicherweise handelt es sich bei Berghaus um einen Zahlendreher). Erst 1786 bürgert sich der aktuelle Name „Groß Kiesow“ ein, dazwischen sind viele verschiedene Schreibweisen urkundlich genannt. (Siehe hierzu ferner den Artikel über den Familiennamen Kiesow.)
Die Lehnbriefe derer von Behr von 1248 und 1475 weisen die Gegend als Besitz der Familie aus, ohne jedoch die Ortsnamen zu nennen. Erst der Lehnbrief von 1475 nennt alle Orte.
Die Besitzerfolge ist aber sehr verworren und widersprüchlich. 1628 kommt das Gut (in den Urkunden als Ackerwerk bezeichnet) als Pfand für eine an den Herzog geliehene Summe von ca. 8000 Thaler an Markus (Marx) von Eickstedt. Der lässt sich den Pfandbesitz sogar vom Kaiser bestätigen, weil Herzog Bogislaw XIV. erbenlos war und der damalige Krieg das Land verunsicherte. Er behielt damit Recht, der letzte Herzog starb 1637 und der Dreißigjährige Krieg mit gleichlaufender Pest verwüstete das Land beträchtlich. Auch Groß Kiesow lag von 1631 bis 1645 total wüst, d. h. ohne menschliche Ansiedlung und ohne Feldwirtschaft. Deswegen war auch die Ablösung der Pfandsumme durch wirtschaftlichen Ertrag unmöglich. Deshalb verblieb das Ackerwerk Groß Kiesow im Verbund mit dem Gut Wieck vor Gützkow bei den Erben der von Eickstedt und durch Heirat dann im Besitz der Familie von Lepel. Um 1800 (genaue Angaben fehlen sowohl in der Familie von Lepel als auch in der Familie von Behr) wurde das Gut an die Familie von Behr verkauft.
Groß Kiesow hatte 1865 183 Einwohner, 1 Kirche, 1 Schule, 15 Wohnhäuser und 20 Wirtschaftsgebäude.
1905 war Eigentümer des Gutes Otto Graf zu Solms-Rödelheim (1829–1904) auf Altenhagen, 1914 seine Tochter Bertha-Thekla Gräfin zu Stolberg-Wernigerode-Peterswaldau, geborene Gräfin zu Solms-Rödelheim (1869–1939) mit Wohnsitz im schlesischen Würben. Haus Würben war der Besitz ihres Mannes Leonhard Graf zu Stolberg-Stolberg (1853–1914).
In Groß Kiesow war in beiden genannten Jahren sowie vorab schon 1896 agierte als Pächter Edmund Aßmus. Die Größe des Gutes blieb mit 616 ha ebenso konstant. Groß Kiesow hatte nicht den Status eines klassischen Rittergutes, es war Nebengut.
Die Meierei Groß Kiesow wurde nach 1835 (laut PUM = Preuß. Ur-Meßtischblatt) aber vor 1920 angelegt. Der Ort wird aber erst 1932 als „Groß Kiesow Meierei“ in den Gemeindeverzeichnissen aufgeführt.
Groß Kiesow hatte am 31. Dezember 2014 gemeldet 434 Einwohner mit Hauptwohnung und 28 mit Nebenwohnung, im Folgejahr 414 Einwohner mit Hauptwohnung und 28 mit Nebenwohnung.
Groß Kiesow Meierei hatte am 31. Dezember 2014 17 Einwohner mit Hauptwohnung und 1 mit Nebenwohnung. Groß Kiesow Meierei hatte am 31. Dezember 2015 offiziell 17 Einwohner mit Hauptwohnung und 1 mit Nebenwohnung.

### Kessin

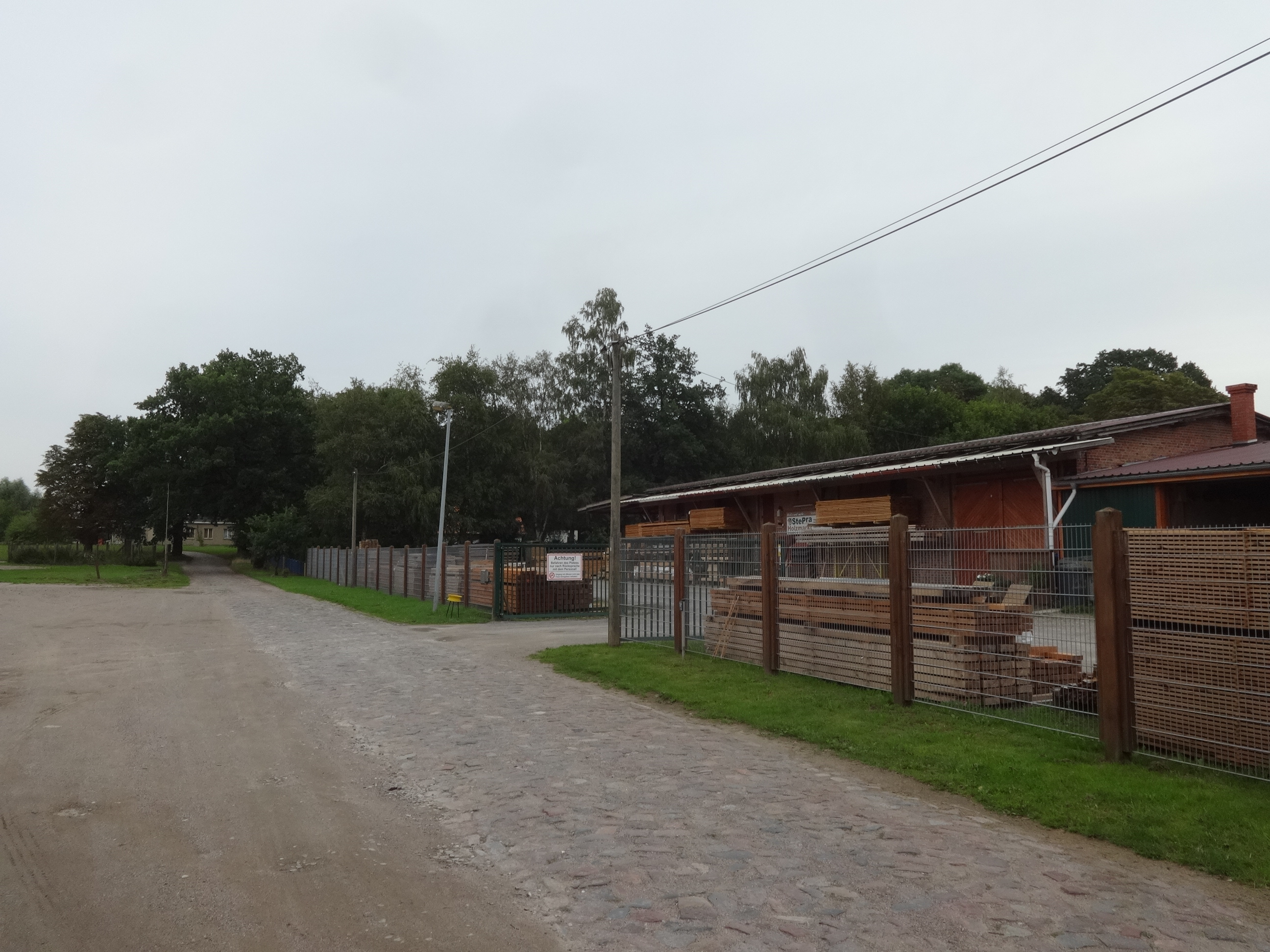
Dorfstraße in Kessin

Kessin wurde 1362 urkundlich erstmals als Cartzin genannt. Erst 1652 erscheint der aktuelle Name Kessin. Der slawische Name wird mit „Ort auf der Rodung“ oder auch mit „gewalztes Feld“ gedeutet.
Kessin gehörte zum Akademischen Amt der Universität Greifswald. In der Regel gehörte es dann vorher zum Kloster Eldena, dessen Besitzungen nach der Reformation erst dem herzoglichen Dominalbesitz (Amt Eldena) zugeordnet und Anfang des 17. Jahrhunderts der Universität übertragen wurde.
1767 hatte Kessin 42 Einwohner. 1865 waren es in Kessin 96 Einwohner, 5 Wohngebäude und 12 Wirtschaftsgebäude.
Kessin hatte am 31. Dezember 2014 89 Einwohner mit Hauptwohnung und 7 mit Nebenwohnung. Am 31. Dezember 2015 hatte Kessin 87 Einwohner mit Hauptwohnung und 7 mit Nebenwohnung.

### Klein Kiesow mit Kolonie

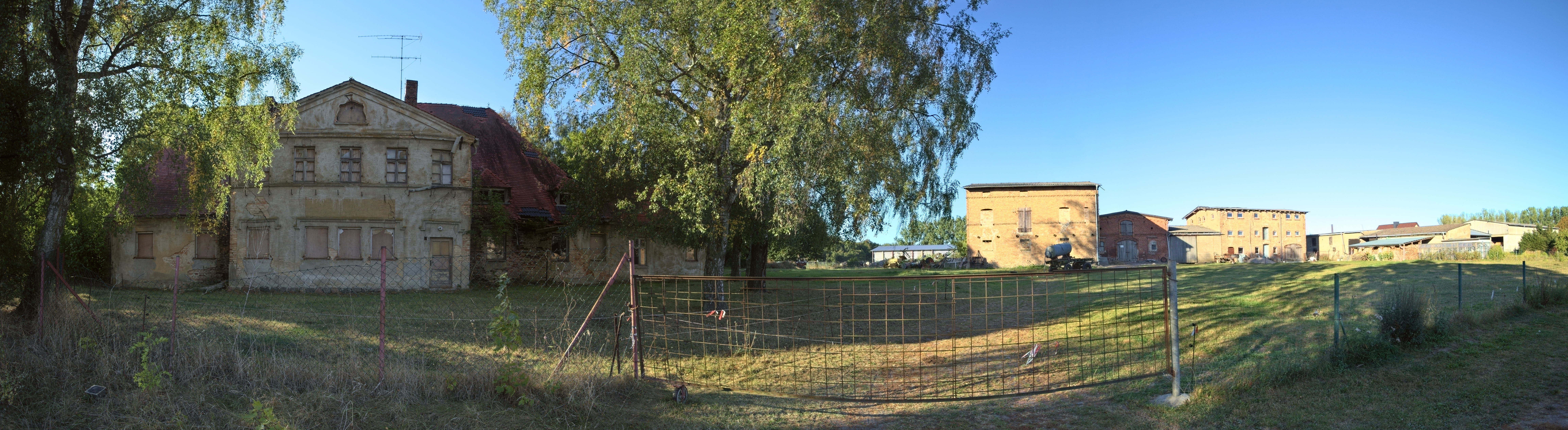
Gutshof mit verfallendem Gutshaus

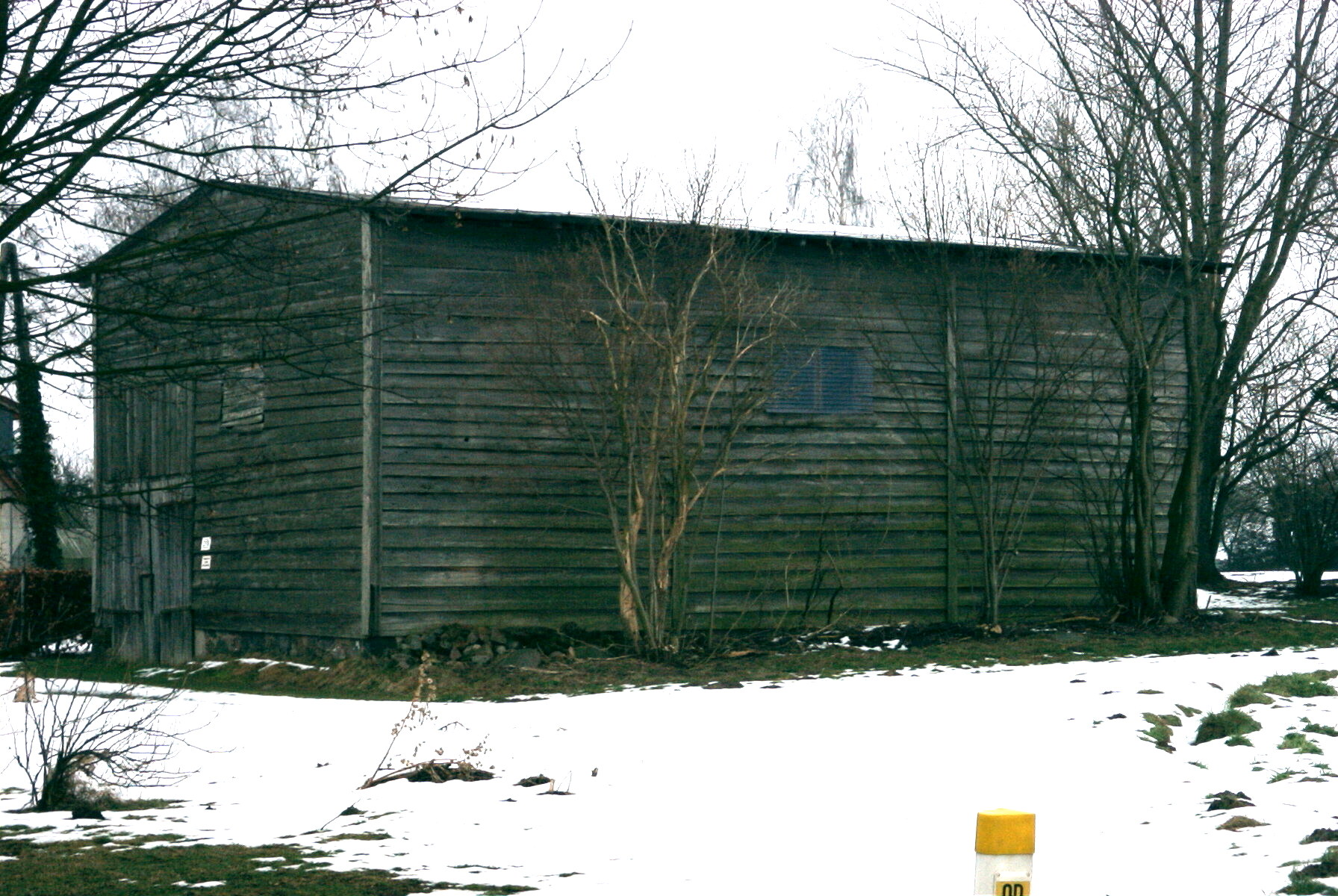
Seltene verbretterte Scheune in Klein Kiesow

Klein Kiesow wurde erstmals 1387 als parva Kysow urkundlich, dann 1432 als lutken Kysowe genannt. Erst 1782 wird der aktuelle Name nach vielen verschiedenen Schreibweisen genannt. Namensdeutung siehe → Groß Kiesow. Der Ort wurde auch 1447 urkundlich als Wendisch Kiesow oder Lütgen Kiesow genannt. Hierbei wird deutlich, dass zu frühdeutscher Zeit nach 1230 die deutschen Siedlungen mit „Groß“ und die Siedlungen der Slawen mit „Wendisch“ oder „Klein“ bezeichnet werden.
1434 werden die von Wakenitz urkundlich als Besitzer genannt, die auch im 16. Jahrhundert noch hier ansässig waren. 1866 erwarb Felix Wilhelm Leonhard von Behr das Gut, weitere Besitzer waren Laug’s Erben, Hans Reinhardt, 1928 Hans Lenz und bis 1945 Dr. Hellmut Lotz. Das Gutshaus ist ein eingeschossiger zwölfachsiger Putzbau mit Krüppelwalmdach, der wohl Anfang des 18. Jahrhunderts entstand und wohl von Emilie Winkelmann Anfang des 20. Jahrhunderts erweitert wurde. Das denkmalgeschützte Gutshaus, das seit 1990 leer steht, befindet sich in Privatbesitz. Unzureichende Sicherungsmaßnahmen, Vandalismus und ungehinderte Witterungseinflüsse haben dem Gebäude in den vergangenen Jahren stark zugesetzt.
Die Kolonie Klein Kiesow wurde auf Grund von preußischen Gesetzen zwischen 1826 und 1834 angelegt. Das Land dazu musste vom Gut abgetrennt werden. Es entstanden 11 Siedlungen, die parzelliert waren.
Klein Kiesow hatte 1865 255 Einwohner, 19 Wohnhäuser, 2 Fabrikgebäude und 27 Wirtschaftsgebäude. 1903 wurde das Gutshaus bei einem Brand fast vollständig zerstört. 1916 übernahm die Familie Wakentin das Anwesen. Sie investierten erhebliche Summen in das Anwesen, mussten aber schließlich Konkurs anmelden.
Klein Kiesow mit Meierei hatte am 31. Dezember 2014 152 Einwohner mit Hauptwohnung und 4 mit Nebenwohnung.
Klein Kiesow mit Meierei hatte am 31. Dezember 2015 165 Einwohner mit Hauptwohnung und 4 mit Nebenwohnung.

### Krebsow

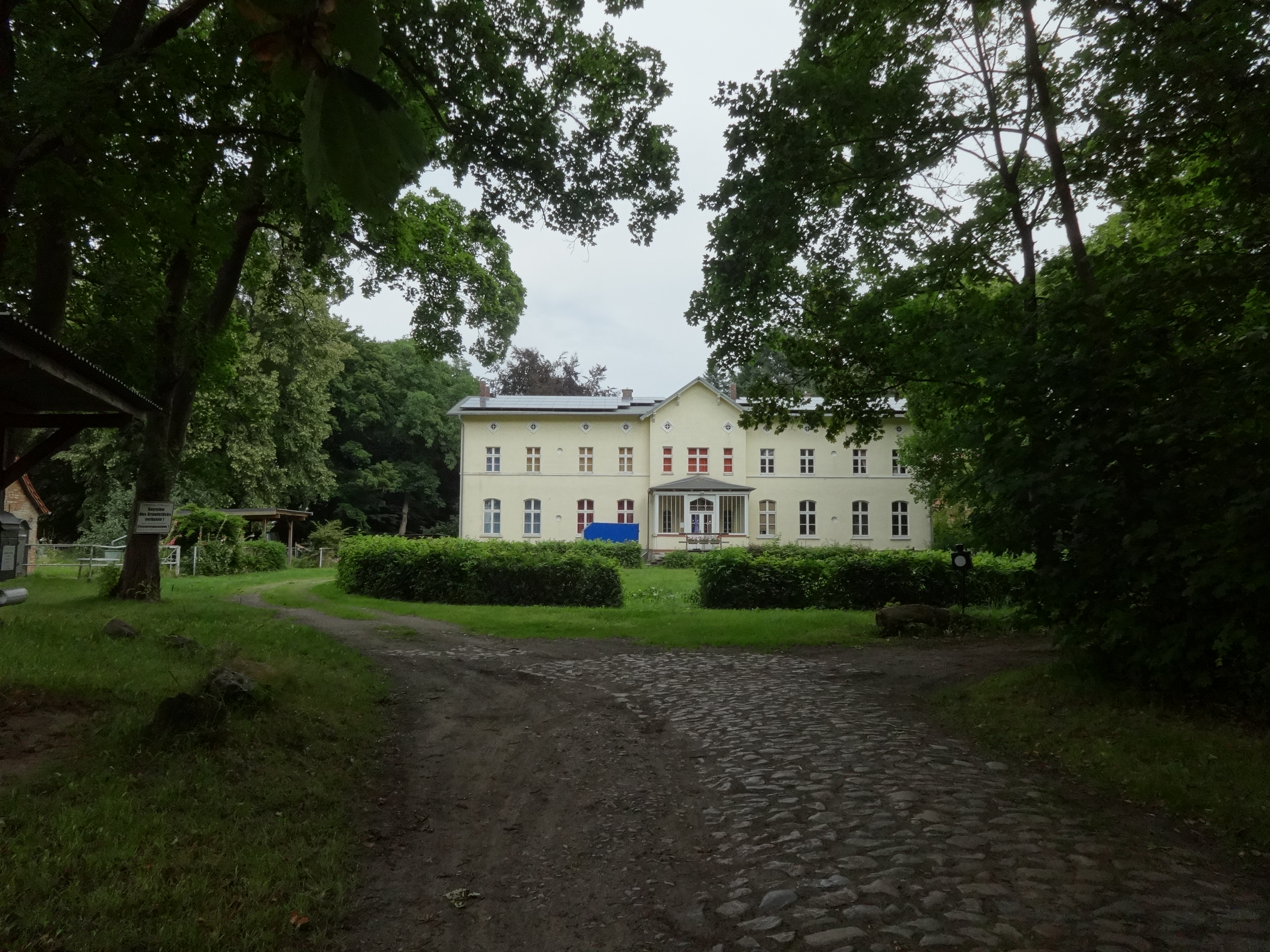
Gutshaus in Krebsow

Krebsow wurde 1320 als Crepso urkundlich genannt. Der slawische Name bedeutet so viel wie ‚kräftig, rüstig und dabei flink‘.
Krebsow ist von der Funktion her ein Gutsdorf, von der Form und Anlage her ein Straßendorf. Eine Besonderheit ist der Verbau der glatt behauenen Steine des abgerissenen Wolgaster Schlosses für die Wirtschaftsgebäude des Gutes.
Krebsow hatte 1865 115 Einwohner, 8 Wohnhäuser und 11 Wirtschaftsgebäude.
Krebsow hatte am 31. Dezember 2014 129 Einwohner mit Hauptwohnung und 11 mit Nebenwohnung.
Krebsow hatte am 31. Dezember 2015 117 Einwohner mit Hauptwohnung und 13 mit Nebenwohnung.

### Sanz

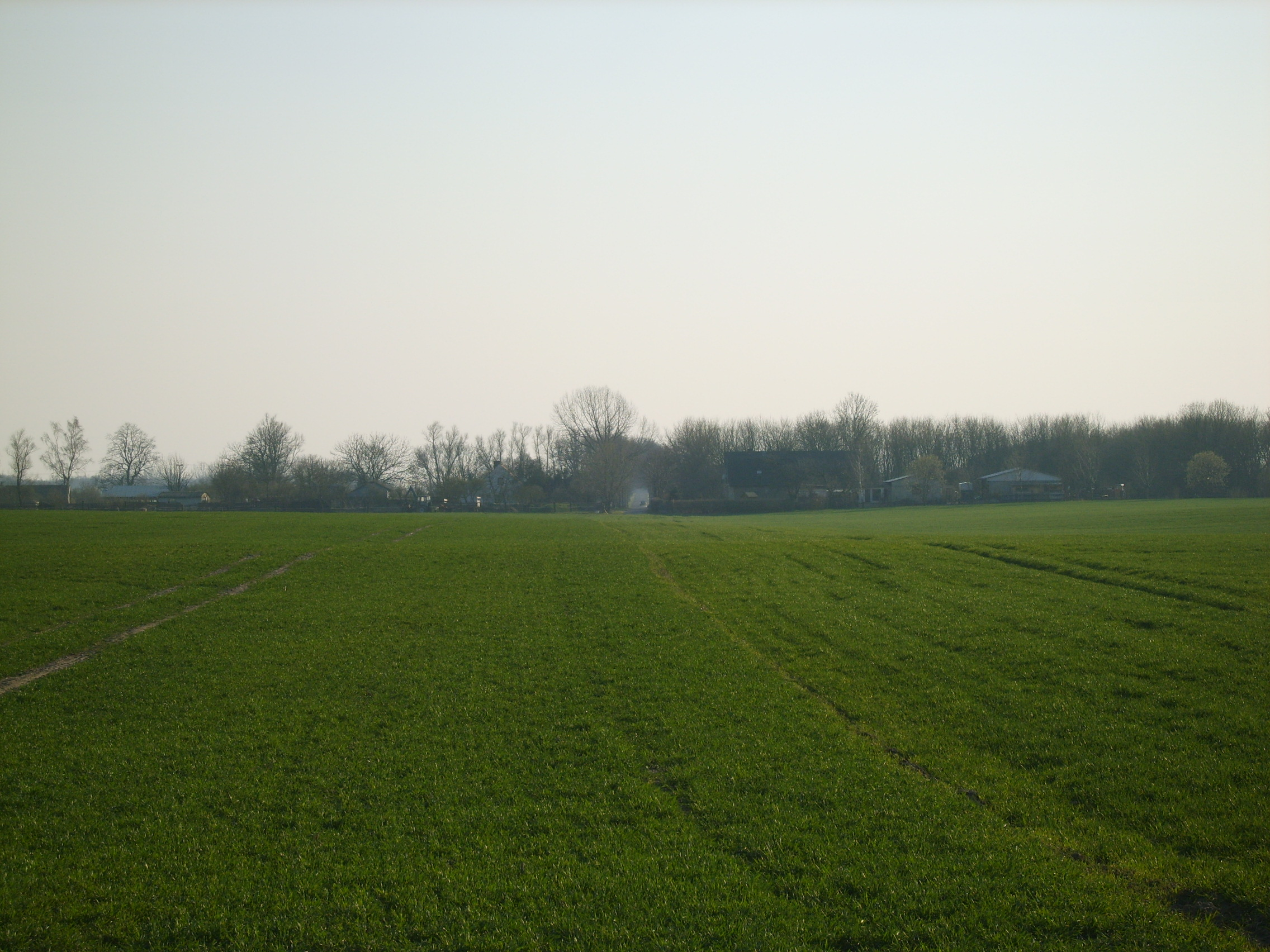
Sanz Hof III. von der Grenze zu Dargezin-Vorwerk

1248 wurde Sanz erstmals in der Grenzbeschreibung des Klosters Hilda als Sanzat urkundlich erwähnt. Der slawische Name wurde gedeutet als Stelle mit Sand.
Sanz besteht aus dem Ursprungsdorf und um 1850 entstandene 7 Bauernhöfe, die sich zu selbstständigen Ortsteilen entwickelten. Die Höfe I., IV. und VI. sind inzwischen mit dem Hauptort verbunden. Sanz Hof II. ist wüst. Sanz Hof VII. hat sich nur qualitativ verändert, aber die Höfe III. und V. sind zu ordentlichen Ortschaften angewachsen.
1865 hatte Sanz 181 Einwohner, 1 Schule, 18 Wohnhäuser, 2 Fabrikgebäude und 40 Wirtschaftsgebäude.
Seit 1995 wird Sanz Försterei als eigenständiger Ort im Gemeindeverzeichnis geführt.
Sanz hatte am 31. Dezember 2014 170 Einwohner mit Hauptwohnung und 12 mit Nebenwohnung.
Sanz hatte am 31. Dezember 2015 168 Einwohner mit Hauptwohnung und 11 mit Nebenwohnung.

### Schlagtow mit Meierei
Schlagtow wurde urkundlich erst 1320 als Schlagetowe genannt. Der Name ist scheinbar als Personennamen Dorf des Slawo zu deuten.
Die Meierei von Schlagtow wurde vor 1835 (PUM = Preuß. Urmeßtischblatt) angelegt, aber nur als Hof ohne Wohnplatz, deshalb wurde es erstmals 1957 als „Schlagtow-Meierei“ benannt.
Schlagtow wurde am 1. Juli 1950 eingemeindet.
Schlagtow hatte am 31. Dezember 2014 120 Einwohner mit Hauptwohnung und 12 mit Nebenwohnung.
Schlagtow hatte am 31. Dezember 2015 120 Einwohner mit Hauptwohnung und 12 mit Nebenwohnung.
Schlagtow-Meierei hatte am 31. Dezember 2014 25 Einwohner mit Hauptwohnung und 2 mit Nebenwohnung.
Schlagtow-Meierei hatte am 31. Dezember 2015 26 Einwohner mit Hauptwohnung und 1 mit Nebenwohnung.

### Strellin

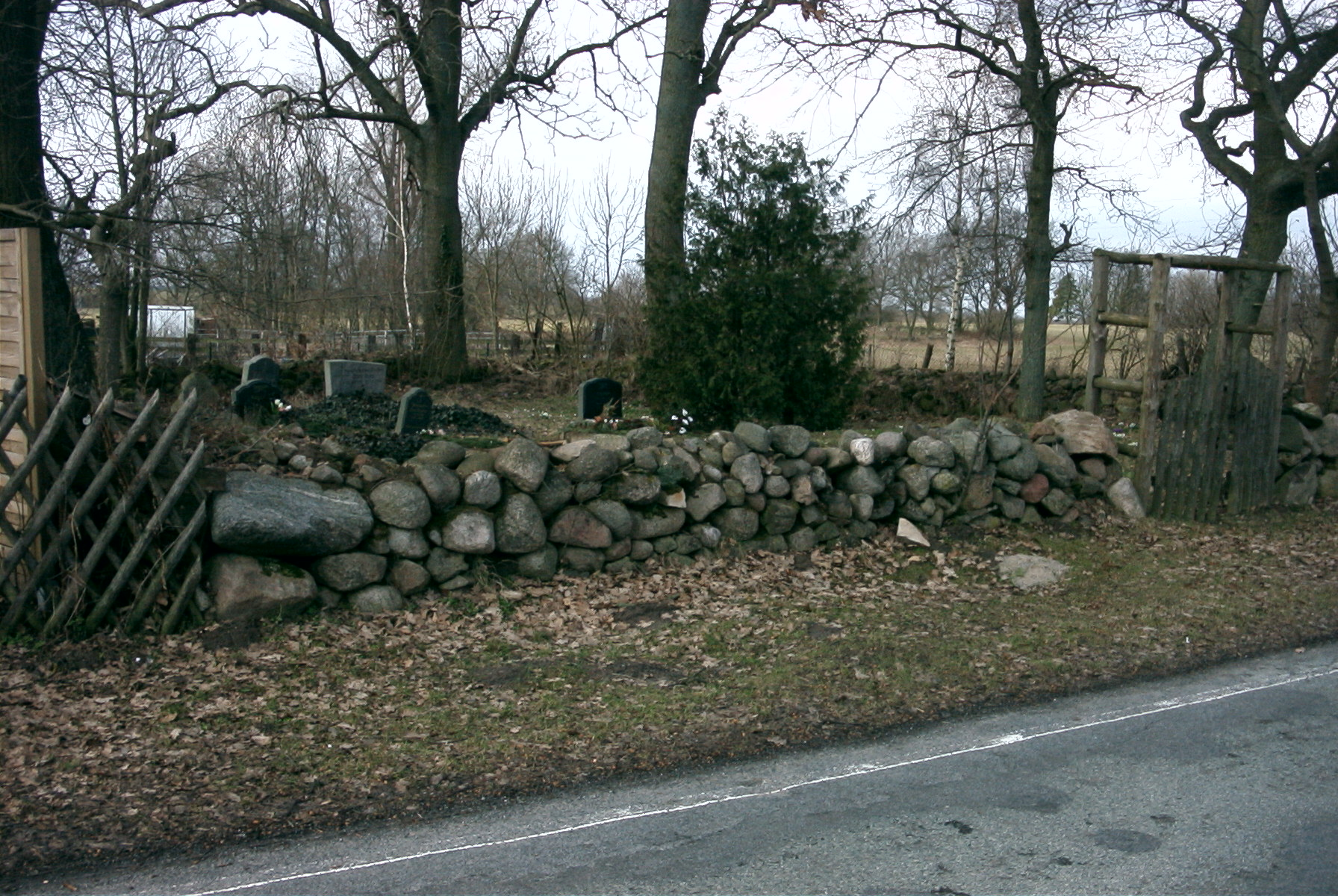
Kleiner Friedhof des Kirchengutes Strellin

Erstmals urkundlich genannt wurde Strellin als Strellyn 1407. Der slawische Name wird als „Pfeil“ oder „Blitz“ gedeutet.
→ Siehe: Hauptartikel Strellin
Strellin hatte am 31. Dezember 2014 27 Einwohner mit Hauptwohnung und 5 mit Nebenwohnung.
Strellin hatte am 31. Dezember 2015 26 Einwohner mit Hauptwohnung und 3 mit Nebenwohnung.

## Politik

### Gemeindevertretung und Bürgermeister
Der Gemeinderat besteht (inkl. Bürgermeisterin) aus 11 Mitgliedern. Die Wahl zum Gemeinderat am 26. Mai 2019 hatte folgende Ergebnisse:
| Partei/Bewerber                | Prozent | Sitze |
| ------------------------------ | ------- | ----- |
| Wählergemeinschaft Groß Kiesow | 43,79   | 4     |
| CDU                            | 25,72   | 2     |
| Einzelbewerberin Schalansky    | 10,41   | 1     |
| Die Linke                      | 7,08    | 1     |
| SPD                            | 6,67    | 1     |
| Einzelbewerber Jasper          | 6,33    | 1     |

Bürgermeisterin der Gemeinde ist Astrid Zschiesche, sie wurde in der Stichwahl am 16. Juni 2019 mit 64,83 % der Stimmen gewählt.

### Wappen, Flagge, Dienstsiegel
Die Gemeinde verfügt über kein amtlich genehmigtes Hoheitszeichen, weder Wappen noch Flagge. Als Dienstsiegel wird das kleine Landessiegel mit dem Wappenbild des Landesteils Vorpommern geführt. Es zeigt einen aufgerichteten Greifen mit aufgeworfenem Schweif und der Umschrift „GEMEINDE GROß KIESOW“.

## Sehenswürdigkeiten

### Bauwerke

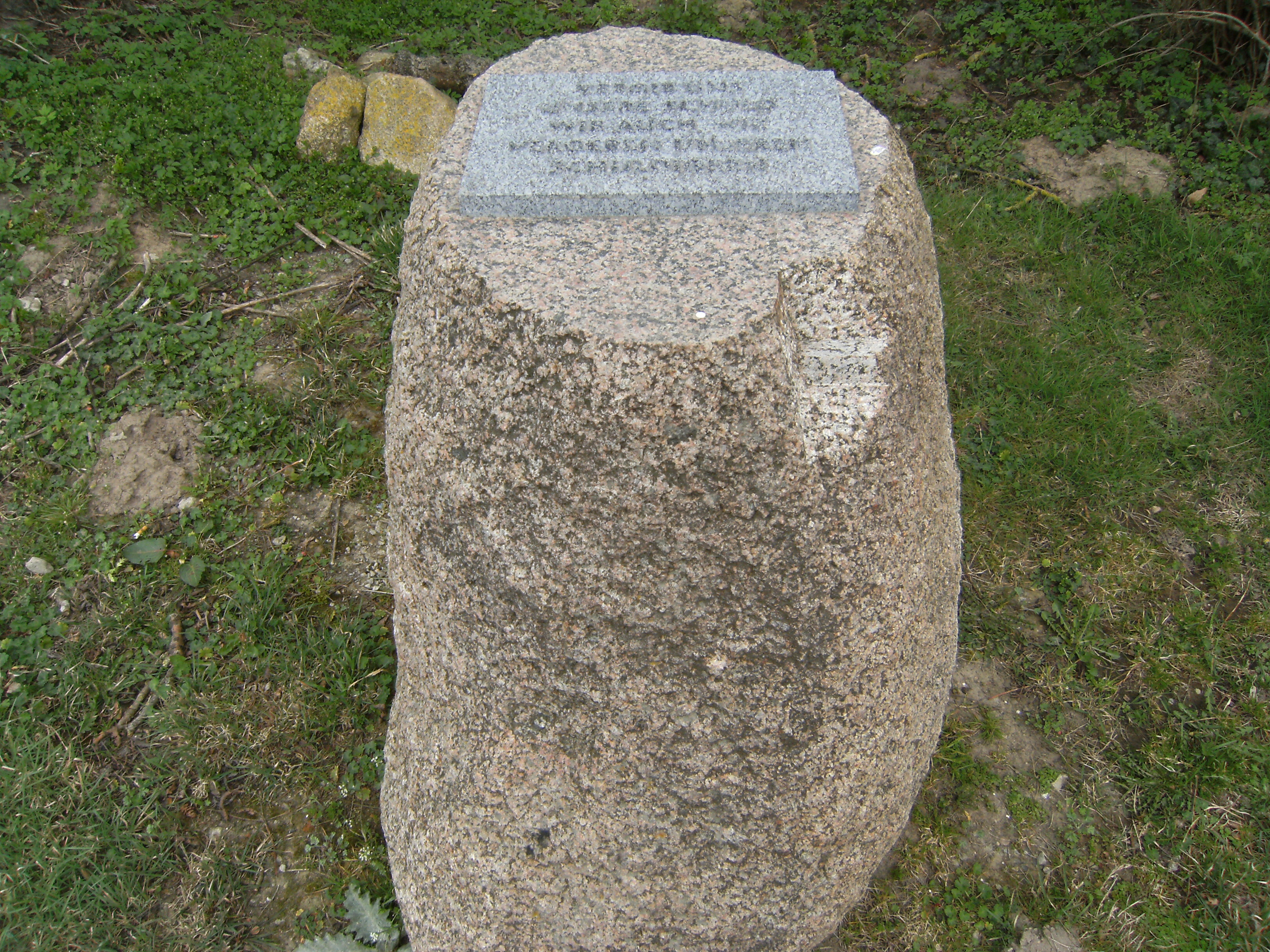
Pilgerweg-Stele mit Vater-unser-Teil in Sanz III

- St.-Laurentius-Kirche (Groß Kiesow) (frühgotische Back- und Feldsteinkirche aus dem 13. Jahrhundert)
- Alte Grabstelen und Grabkreuze auf dem Kirchhof Groß Kiesow
- Gutshaus Dambeck
- Gutsanlage Krebsow mit verbauten Steinquadern des Wolgaster Schlosses

### Grünflächen und Naherholung
- Pilgerweg: Auf Initiative des Groß Kiesower Pfarrers Andreas Schorlemmer entstand im Sommer 2011 ein Rundweg mit acht Stationen in der Kirchgemeinde. Jede Station ist durch einen Findling markiert, auf dem eine Platte mit je einer Bitte des Vaterunser angebracht wurde. Die Steine und Schriftplatten wurden vom Künstler Rainer Fest gestaltet. Der Pilgerweg startet und endet an der Kirche in Groß Kiesow.[23]
- Gutspark Klein Kiesow mit Teichen, der Park ist aber ungepflegt
- Gutspark am Gutshaus Dambeck
- Kleiner Gutspark in Strellin, Hudeeichen und Steinriegel an den Koppeln
- Kleinere Gutsparks in Kessin und Krebsow

## Wirtschaft und Infrastruktur

### Unternehmen
Die Gemeinde hat in der ganzen Fläche überwiegend landwirtschaftliche Betriebe, im Nordwesten bei Sanz auch forstwirtschaftliche. In Groß Kiesow haben sich Gewerbe- und Handelsbetrieb niedergelassen.

### Verkehr
Nordöstlich der Gemeinde verläuft die Bundesstraße 109 und südlich die Bundesstraße 111. Die Bundesautobahn 20 ist über die 14 Kilometer entfernte Anschlussstelle Gützkow erreichbar. Das Straßennetz wird ergänzt mit: K 11 nach Sanz und zur B 109, K 12 nach Züssow und die K 13 nach Gützkow.
Durch die Gemeinde verläuft die Bahnstrecke Angermünde–Stralsund. Der Bahnhof wurde zu einem Haltepunkt zurückgebaut, der von Regionalzügen bedient wird. Die frühzeitige Anbindung ab 1863 an die Bahn machte eine Verbindung über die Kleinbahnen überflüssig.

## Persönlichkeiten
- Henning Ernst von Behr (* 8. April 1706 in Schlagtow; † 28. August 1783), preußischer Generalmajor
- Joachim Pfannschmidt (Pastor) (1896–1945), Pastor in Groß Kiesow

- Horst Leifer (1939–2002), Maler und Grafiker, lebte in Sanz Hof III
- Sibylle Leifer (* 1943), Malerin und Grafikerin, lebt in Sanz Hof III

- Karin Struck (1947–2006), Schriftstellerin, geboren in Schlagtow
- Andreas Schorlemmer (1949–2019), Pastor in Groß Kiesow (1975–1998), Polizeiseelsorger von M-V (1998–2014)